# René Mol
René Mol (Ostenda, 7 ottobre 1928 – Bruges, 10 gennaio 2019) è stato un allenatore di pallacanestro belga.

## Carriera
Ha guidato il Belgio in quattro edizioni dei Campionati europei (1961, 1967, 1977, 1979).